# Европска конференција
Европска конференција је установљена 1997. године у Луксембургу са циљем јачања дијалога са државама кандидатима за чланство у ЕУ. У раду учествују све чланице ЕУ и државе кандидати за пријем у чланство. Европска конференција представља форум за политичке консултације у вези са питањима спољне и безбедносне политике, правосуђа и унутрашњих послова, економским питањима и регионалном политиком. Састанци Европске конференције се одржавају једном годишње на нивоу шефова држава или влада и једном годишње на нивоу министара иностраних послова. Састанцима председава држава која председава Саветом ЕУ.